# Hans Herlin
Hans Herlin (* 24. Dezember 1925 in Stadtlohn; † 20. Dezember 1994 in Autun (Bourgogne, Frankreich)) war ein deutscher Schriftsteller und Journalist.
Während seines Militärdienstes im Zweiten Weltkrieg floh Hans Herlin 1944 in die Schweiz. Nach dem Krieg studierte er Germanistik. Er wurde Journalist bei der Zeitschrift Stern und 1971 Verlagsleiter im Verlag Fritz Molden. Seit 1977 lebte er in Frankreich, wo er 1994 an einem Herzinfarkt starb. Seine Bücher wurden in 18 Sprachen übersetzt, einige dienten als Vorlage für Filmproduktionen.

## Werke (Auswahl)
Biografien
- Der Teufelsflieger. Ernst Udet und die Geschichte seiner Zeit. Heyne Verlag, München 1974, ISBN 3-453-00353-5.
- Die Geliebte. Die tragische Liebe der Clara Petacci zu Benito Mussolini. Fischer Taschenbuchverlag, Frankfurt am Main 2018, ISBN 978-3-596-31960-2. (EA Rastatt 1980)

Prosa
- Freunde. Fischer Taschenbuchverlag, Frankfurt am Main 2018, ISBN 978-3-596-31959-6 (EA München 1974)
- Tag- und Nachtgeschichten. Droemer Knaur Verlag, Locarno 1978, ISBN 3-85886-070-0.
- Feuer im Gras. Roman. Fischer Taschenbuchverlag, Frankfurt am Main 2018, ISBN 978-3-596-31961-9.
- Satan ist auf Gottes Seite. Roman. Moewig Verlag, Rastatt 1985, ISBN 3-8118-2237-3. (EA Rastatt 1981)
- Der letzte Frühling in Paris. Roman. Econ Verlag, Düsseldorf 1994, ISBN 3-612-27116-4 (EA Düsseldorf 1983)
- Grishin oder das Lächeln Lenins. Lübbe Verlag, Bergisch Gladbach 1987, ISBN 3-404-11196-6.
- Sibirien-Transfer. Roman um das Gold der Zaren. Fischer Taschenbuchverlag, Frankfurt am Main 2018, ISBN 978-3-596-31957-2 (EA Bergisch Gladbach 1992)
- Die Belmonts. Roman. Lübbe Verlag, Bergisch Gladbach,

1. Die Belmonts. 1992, ISBN 3-7857-0658-8.
2. Das Gesetz der Belmonts. 1994, ISBN 3-404-12315-8.

Sachbücher
- Verdammter Atlantik. Schicksale Deutscher U-Boot-Fahrer. Tatsachenbericht. Weltbild Verlag, Augsburg 1994, ISBN 3-89350-553-9. (EA Hamburg 1959)
- Der letzte Mann von der Doggerbank. Authetischer Bericht eines Dramas im Atlantik. Fischer Taschenbuchverlag, Frankfurt am Main 2018, ISBN 978-3-596-31981-7. (EA München 1979)
- Die Geheimen Mächte des Übersinnlichen. Unglaubliche Tatsachen. Verlag Moderne Industrie, München 1980.
- Achtung Welt, Hier ist Kreuzweg. Die Flieger von Hiroshima. Ullstein Verlag, Frankfurt am Main 1984, ISBN 3-548-34252-3.
- Die Sturmflut. Nordseeküste und Hamburg im Februar 1962. Verlag Die Hanse, Hamburg 2005, ISBN 3-434-52613-7.

## Verfilmungen
- Satan ist auf Gottes Seite. BRD 1983.
- Prátélè. CZ 1986 (nach dem Roman „Freunde“)
- Tödliches Geld. BRD 1995 (nach dem Roman „Die Belmonts“)